# ملک اشرف
ملک اشرف بن تیمورتاش بن چوپان (زادهٔ ۱۳۱۸ یا ۱۳۱۹ میلادی / ۷۱۸ یا ۷۱۹ هجری — درگذشتهٔ ۱۳۵۷ میلادی / ۷۵۸ هجری) پسر دوم تیمورتاش، برادر کوچک‌تر شیخ حسن چوپانی و آخرین پادشاه از دودمان چوپانیان است. پس از کشته شدن شیخ حسن چوپانی، ملک اشرف جانشین او شد و به مدت ۱۴ سال بر شمال‌غرب و غرب ایران و سرزمین‌های مجاور حکومت کرد. شیخ حسن و ملک اشرف هردو نایب‌السلطنه بودند؛ ولی هم سلطان (که باید منسوب به چنگیزخان می‌شد) و هم وزرا را خودشان انتخاب می‌کردند.
ملک اشرف بسیار دنیاگیر و زراندوز بود و حتی به اموال دیگران هم دست‌درازی می‌کرد. او ۱۷ گنجینه پر از جواهرآلات گران‌بها داشت که هرکدام از این گنجینه‌ها را در جایی پنهان کرده بود. همچنین گور پادشاهان ایلخانی مدفون در تبریز و آذربایجان را نبش کرده و اشیای قیمتی آن‌ها را برمی‌داشت. ملک اشرف همچنین بسیار شکاک بود و به انواع مشکلات روحی–روانی دچار شده بود؛ به گونه‌ای که حیواناتی که گوشتشان برای طبخ غذای دربار نیاز بود را حتماً باید مقابل چشمان پادشاه قربانی می‌کردند تا خاطرش آسوده گردد.

## رسیدن به قدرت
ملک اشرف همراه با برادرش شیخ حسن در جنگ با جلایریان در نزدیکی مراغه شرکت کرد. او در زمان حکومت شیخ حسن با حکم سلیمان‌خان (ایلخان منصوب از جانب شیخ حسن) به عراق عجم رفته و پس از پیروزی بر خراسانی‌ها در حوالی ابهر، آن منطقه را متعلق به خود دانست و از مردم ابهر غرامت‌های سنگینی دریافت می‌کرد. پس از مرگ شیخ حسن، ملک اشرف همراه با عمویش یاغی باستی وارد تبریز شدند و مردم پایتخت به مخالفت با آن‌ها برخاستند؛ اما با میانجیگری بزرگانی مثل تاج‌الدین کوه‌کمری این آشوب فروکش کرد و اعضای خاندان سلطنتی وارد دارالسلطنهٔ شنب غازان شدند.
مردم تبریز از یاغی باستی به دلیل مسن بودن، بیش‌تر از ملک اشرف حرف‌شنوی داشتند؛ در نتیجه جنگی بین عمو و برادرزاده در بیرون شهر رخ داد و ملک اشرف پیروز این جنگ شد. او بعدها عمویش را کشت و به دروغ گفت که فرار کرده است. ملک اشرف انوشیروان را که از اولاد هولاکوخان بود به ایلخانی چوپانیان و جانشینی سلیمان برگزید و به نام او خطبه خوانده و سکه ضرب کرد. او در سال ۱۳۴۴ میلادی (۷۴۵ قمری) بر کل آذربایجان، مغان و اران تسلط یافت.

## حمله به بغداد
ملک اشرف در سال ۱۳۴۷ میلادی (۷۴۸ هجری) به عراق عرب و بغداد لشکر کشید؛ ولی شیخ حسن بزرگ در مقابلش ایستاد و نتوانست آنجا را فتح کند. پس به پایتخت خود بازگشت و سرزمین‌هایی که تحت فرمانش بودند، شامل آذربایجان، مغان، اران، عراق عجم و بخش‌هایی از کردستان و گرجستان را میان فرماندهان مورداعتماد خود تقسیم کرد و برای خود مشاوران و همراهانی برگزید. همین مشاوران بودند که امور کشور را تا حدودی سامان بخشیدند؛ اما ملک اشرف به سال ۱۳۴۹ میلادی (۷۵۰ هجری) یکی از وزرای خود به نام عبدالحی را دستگیر کرد، همهٔ دارایی‌هایش را مصادره نمود، او را به گیلان تبعید کرد و سپس خواجه مسعود دامغانی را به مقام وزارت منصوب کرد.

## حمله به اصفهان
ملک اشرف در سال ۱۳۵۰ میلادی (۷۵۱ هجری) به قصد فتح اصفهان به سمت این شهر هجوم برد و حدود ۵۰ روز محاصره‌اش کرد؛ اما مردم مقاومت بسیار کردند و تنها راضی به این شدند که به نام انوشیروان در اصفهان سکه ضرب شده و خطبه خوانده شود، ولی شهرشان را تسلیم او نکنند. در نتیجه شرف‌الدین نخجوانی وارد اصفهان شده و به نام ملک اشرف خطبه خواند و دو هزار دینار زر به نام دولت چوپانی در این شهر ضرب کردند. نهایتاً ملک اشرف با دریافت مقداری غرامت راضی شد به پایتخت خود برگردد؛ ولی به تلافی این شکست، تعدادی از امیران را در تبریز از دم تیغ گذراند. بعد از کشتار مردم پایتخت، ملک اشرف منقلب شد و در همان سال قصد کرد با مردم به نیکی رفتار کند. در نتیجه در بستان‌آباد به دیدار نظام‌الدین غوری یا عضدی رفت و متعهد شد از این‌پس عدالت پیشه کند؛ ولی نظام‌الدین در جواب او گفت که به تعهد تو هیچ اعتمادی نیست.

## مرگ
ملک اشرف در طول ۱۴ سال پادشاهی، از هیچ بی‌دادی در حق مردم تبریز و سرزمین‌های تحت فرمانش فروگذار نکرد و نتیجهٔ این ظلم و ستم چیزی نبود جز فقر، ویرانی و آوارگی بسیاری از مردم قلمرو چوپانیان —مخصوصاً بزرگان و اشراف— که تحمل وضع موجود را نداشتند. تا جایی که شهر تبریز در سال ۱۳۴۲ میلادی (۷۴۷ هجری) خالی از سکنه شد. محی‌الدین بردعی یکی از همین مهاجران بود که به شهر سرای پایتخت اردوی زرین رفت و از پادشاه آن سرزمین خواستار کمک شد. جانی بیک هم از شنیدن این ظلم‌ها بسیار ناراحت شد و در سال ۱۳۵۷ میلادی (۷۵۸ هجری) با سپاهی بزرگ از مرز دربند عبور کرده و به تبریز لشکر کشید.
ملک اشرف که از سال ۱۳۵۱ میلادی (۷۵۲ هجری) در ربع رشیدی ساکن شده بود و گروهی از بزرگان و عوام را به به ساخت خانه، خانقاه و مدرسه در این مجموعه و اقامت در آن مجبور کرده بود، با شنیدن خبر لشکرکشی جانی بیک به سرعت از دارالسلطنهٔ ربع رشیدی در شرق تبریز خارج شده و به شنب غازان در غرب این شهر —که زمانی مقر حکومت ایلخانان بود— نقل مکان کرد. اما با دیدن لشکر جانی بیک، هیچ‌یک از مردمی که تحت ستم او بودند و نیز سپاهیان و اطرافیان پادشاه در شنب غازان از او حمایت نکردند و ملک اشرف مجبور شد به خوی پناهنده شود. سرانجام در خوی دستگیر، به تبریز منتقل و کشته شد و با قتل او، دودمان چوپانیان نیز برچیده گشت و تمام گنجینه‌ها و ثروتشان در تبریز به دست بیگانه‌ها افتاد.
دربارهٔ تصاحب اموال ایرانیان توسط بیگانگان در زمان ملک اشرف چنین گفته‌اند:
| دیدی که چه کرد اشرف خر |  | او مظلمه برد و جانی بیک زر |

## مسجد استاد و شاگرد
مسجد استاد و شاگرد (سلیمانیه / علائیه) تنها اثر به‌جای مانده از دوران چوپانیان است. این مسجد در سال ۱۳۴۱ میلادی (۷۴۲ هجری) به دستور شیخ حسن چوپانی ساخته شد و به افتخار پادشاه‌خوانده‌اش سلیمان، مسجد سلیمانیه خوانده شد. چون عبدالله صیرفی به همراه شاگردش مسئول کتابت کتیبهٔ این مسجد بودند، بعدها مردم تبریز به دلیل نفرت از حکومت چوپانی، این مسجد را استاد و شاگرد خواندند.